# حوئی
حوئی یا حویی (انگلیسی: Hui) کاهنه‌ای در مصر باستان بود که در دوران حکومت دودمان هجدهم مصر می‌زیست. او مادر مریت‌رع-حتشپسوت همسر بزرگ سلطنتی فرعون تحوتموس سوم بود.
حوئی نقش مهمی در آیین‌های مذهبی خدایان آمون، رع و آتوم ایفا می‌کرد. یکی از تندیس‌های او کشف شده که در آن، او به‌عنوان مادر احتمالی همسر بزرگ سلطنتی معرفی شده است. این موضوع می‌تواند نشان دهد که مریت‌رع برخلاف آنچه پیش‌تر تصور می‌شد، دختر ملکه حتشپسوت نبوده است.
این تندیس که اکنون در موزه بریتانیا نگهداری می‌شود، فرزندان تحوتموس سوم و مریت‌رع-حتشپسوت را نیز نشان می‌دهد، به‌جز آمنهوتپ دوم. شاهدخت نبت‌یونت روی زانوی مادربزرگش نشسته، و شاهزاده منخپررع، شاهدخت مریت‌آمون سی، مریت‌آمون دی و ایست در کنار تندیس دیده می‌شوند. به‌نظر می‌رسد که ایست کوچک‌ترینِ آن‌ها بوده، چرا که اندازهٔ پیکره‌اش بسیار کوچکتر از بقیه است.